# Cleisostoma suaveolens
Cleisostoma suaveolens är en orkidéart som beskrevs av Carl Ludwig von Blume. Cleisostoma suaveolens ingår i släktet Cleisostoma, och familjen orkidéer. Inga underarter finns listade i Catalogue of Life.